# 哥薩克II：拿破崙戰爭
《哥薩克II：拿破崙戰爭》是由烏克蘭GSC Game World制作、CDV Software发行的一款即時戰略遊戲，是《哥薩克》系列的续作。遊戲背景是19世紀初的歐洲，主要敘述拿破崙戰爭，台灣由光譜資訊代理。遊戲除英文版外還有其他語言版本，包括繁體中文。在同年出資料片「征戰歐洲」(無中文版，且並不在大中華地區販售)。